# Everybody (brano musicale)
Everybody è un brano musicale del gruppo musicale sudcoreano Shinee, prima traccia dell'EP omonimo, pubblicato 10 ottobre 2013.

## Classifiche
| Classifica (2013) | Posizione massima |
| ----------------- | ----------------- |
| Corea del Sud     | 1                 |